# كروفورد ميركل
كروفورد ميركل (بالإنجليزية: Crawford Merkel)‏ هو متزلج جماعي أمريكي، ولد في 1906، وتوفي في 1987.

## وصلات خارجية
- كروفورد ميركل على موقع أوليمبيديا (الإنجليزية)